# 斑尾高原豊田スキー場
斑尾高原豊田スキー場（まだらおこうげんとよたスキーじょう）は、長野県中野市にあったスキー場である。親会社は土木工事会社である飯山陸送。初心者、ファミリー向けコースを持つスキー場だった。スノーボードは部分滑走可能であった。

## 沿革
2002年（平成14年）12月20日に当時の下水内郡豊田村に開業。スキー場の減少が続く中で長野県では6年ぶりの新規開業であった。日帰りスキー客を主な客層としていた。
2007年（平成19年）、2008年（平成20年）度は休止した。2009年（平成21年）度は営業を再開し、2010年（平成22年）度も営業したが、2011年（平成23年）度以降は営業休止が続いている。
スキー場休止後、2013年（平成25年）より横浜市の聖光学院中学校・高等学校に譲渡され、同校のキャンプ場として利用されている。

## コース
2本のリフトにより、3本のコースが設定されていた。

## 交通
- 上信越自動車道豊田飯山ICから6km